# 中山周平
中山 周平（なかやま しゅうへい、1915年 - 2002年4月12日）は、日本の理科教育者。
神奈川県生まれ。1935年、東京府立青山師範学校卒。東京の小学校教師、世田谷区立用賀小学校校長。没後従六位。

## 著書
- 『秋の生物 観察図絵』（国民図書刊行会、教室文庫） 1949
- 『夏の生物 観察図絵』（国民図書刊行会、教室文庫） 1949
- 『春の生物 観察図絵』（国民図書刊行会、教室文庫） 1949
- 『冬の生物 私達の理科教室』（国民図書刊行会、教室文庫） 1949
- 『しぜんのすがた 1』（国民図書刊行会、教室文庫） 1950
- 『草木の冬ごし』（著・絵、岩崎書店、少年の観察と実験文庫） 1951
- 『植物採集手帳』（北隆館） 1951
- 『小さな虫たちのすみか』（著・絵、岩崎書店、少年の観察と実験文庫） 1951
- 『私たちのきせつだより』（著・絵、岩崎書店、少年の観察と実験文庫） 1951
- 『科学のアルバム アサガオたねからたねまで』（佐藤有恒写真、あかね書房） 1972
  - 新装版『アサガオ - たねからたねまで』（佐藤有恒写真 あかね書房） 1996
- 『草と虫の四季』（時事通信社） 1972
- 『飼育と栽培の図鑑』（小学館、新学習図鑑シリーズ） 1973
- 『すずむし』（清水勝絵、岩崎書店、知識の絵本） 1975
- 『庭・畑の昆虫 昆虫 1』（小学館、自然観察と生態シリーズ） 1976
- 『野山の昆虫』（小学館、自然観察と生態シリーズ） 1978
- 『昆虫なんでも入門』（小学館、小学館入門百科シリーズ） 1983
- 『昆虫の飼いかた』（小学館、小学館入門百科シリーズ） 1983
- 『わたしはカブトムシ』（石津博典画、海野和男写真、小学館、小学館の動物ノンフィクション） 1984
- 『雑木林ウォッチング』（小学館、自然観察シリーズ 生態編） 1985
- 『虫と花と輝く瞳と 自然に親しむ』（小学館、小学館創造選書） 1985
- 『野や庭の昆虫』（小学館、自然観察シリーズ）　2001

## 共編著
- 『社会科地理模型の作り方』（時谷丈夫, 片岡竜一共著、誠文堂新光社、図解模型工作文庫） 1954
- 『昆虫の図鑑』（古川晴男共著、小学館の学習図鑑シリーズ） 1956
- 『小学生の理科全集 動物・植物のくらし』（倉林孫三郎, 牧野晩成共著、岩崎書店） 1957
- 『少年少女動物図解百科 すみかのしらべかた』（編・絵、岩崎書店） 1957
- 『昆虫の図鑑』（野村健一, 黒沢良彦共著、講談社の学習大図鑑） 1958
- 『6年の図説理科事典』（長沢俊夫, 牧野晩成共著、小学館） 1961